# Municipalità distrettuale di O. R. Tambo
La municipalità distrettuale di O. R. Tambo (in inglese O. R. Tambo District Municipality) è un distretto della provincia del Capo Orientale  e il suo codice di distretto è DC15.
La sede amministrativa e legislativa è Mthatha e il suo territorio si estende su una superficie di 15.946 km².

## Geografia fisica

### Confini
La municipalità distrettuale di O. R. Tambo confina a nord con quelle di Ugu (KwaZulu-Natal) e Alfred Nzo, a est con l'oceano Indiano, a sud con quella di Amatole e a ovest con quelle di Chris Hani e Joe Gqabi.

### Suddivisione amministrativa
Il distretto è suddiviso in 7 municipalità locali:
- Mbizana
- Mhlontlo
- Ntabankulu
- Port St Johns
- Ingquza Hill
- Nyandeni
- King Sabata Dalindyebo